# Antonella Lama
Antonella Lama (1983 - 2005), Miss Suisse romande 2005. 

## Biographie
Après une élection très controversée en avril 2005, elle est évincée de la participation à Miss Suisse. Plusieurs accusations de corruption et d'irrégularités sont soulevées à la suite de son sacre de Miss Suisse romande. Les partenaires financiers, la TSR et le journal Le Matin en premiers, saisissent la justice et émettent des doutes quant à leur participation future.
Le 17 juillet 2005, elle trouve la mort avec son frère dans un accident de voiture près de Parme en Italie.